# Matāʻutu
Mata-Utu (uveaiul: Matāʻutu) Wallis és Futuna terület fővárosa. A Wallis-szigeten helyezkedik el (ʻUvea), Hahake körzetben, amelynek szintén fővárosa. A 2008-as népszámlálás adatai szerint lakónépessége 1124 fő.
Mata-Utu belvárosát meghatározza a Matâ'Utu katedrális, amely francia nemzeti emlékmű. Szomszédságában több étterem, szálloda található, valamint a posta, amely Uvéa királyi palotájában helyezkedik el (a területen elhelyezkedő három hagyományos királyság egyike). A város közelében helyezkedik el a rendőrség valamint egy bevásárlóközpont. Mata-Utu közelében két fontos régészeti lelőhely is elhelyezkedik: Talietumu és Tonga Toto.